# Psy-core Tour 2015
Psy-core Tour 2015 bylo první samostatné turné kapely Dymytry po Arakain Dymytry Tour 2014 s kapelou Arakain o rok dříve. Tour mělo jarní a podzimní část s celkem 32 zastávkami po celé České republice. Oficiálními hosty byly kapely Booters a Modesty & Pride. Často objevily i jiné předkapely jako Komunál nebo Traktor, případně malé místní skupiny. Při příležitosti turné vyšlo EP Z pekla se dvěma novými skladbami a třemi staršími hity v živém podání. Pro turné si kapela připravila speciální setlist, kde nechyběly hity z předchozích desek, ani nové skladby „Z pekla“ a „Ne nikdy!“ z nového EP. Na pódia si dovezli také 3 LED panely a velkou světelnou show. Pro turné byla vydána edice dvoulitrových plechovek svijanského speciálu s motivy kapely.
Na poslední zastávce jarní části turné, v pražském Paláci Akropolis, bylo natočeno DVD a CD Živě 2015, které bylo k dostání už během podzimní části turné.

## Line-up
Booters:
- Martin Šára (zpěv)
- David Strnad (kytara)
- Jiří Stárek (kytara)
- Martin Donát (basová kytara)
- Vašek Machurka (bicí)

Modesty & Pride:
- David Vopat - „Kytovec“ (kytara, zpěv)
- Luboš Matys - „Zakl“ (kytara, zpěv)
- Filip Matys - „Ydip“ (basová kytara, zpěv)
- Jan Tolinger - „Toly“ (klávesy)
- Petr Švihlík -  „Ítr“ (bicí)

Dymytry:
- Jan „Protheus“ Macků (zpěv)
- Jiří „Dymo“ Urban (kytara)
- Jan „Gorgy“ Görgel (kytara)
- Artur „R2R“ Michajlov (basová kytara)
- Miloš „Mildor“ Meier (bicí)

## Setlist Dymytry
Praha, 11. května viz Dymytry živě 2015
Verměřovice, 11. prosince
1. Smysl už nehledám
2. D.O.S.T.
3. Ne nikdy
4. Dymytry
5. Síť pro sociály
6. Občas pocit mám
7. Miloš Meier - bubenické sólo
8. Lunapark
9. Jsem nadšenej
10. Dejte mi pít
11. Kdo ví co přijde (unplugged)
12. Harpyje (unplugged)
13. Benzín (unplugged)
14. bubenický set - celá kapela
15. Z pekla
16. Média
17. Ocelová parta

Přídavky
1. Ztracená generace
2. Strážná věž

## Harmonogram turné
| Datum              | Město                  | Místo                     | Host                            |
| Jarní část         | Jarní část             | Jarní část                | Jarní část                      |
| ------------------ | ---------------------- | ------------------------- | ------------------------------- |
| 13. března 2015    | Čelákovice             | Kulturní dům              | Booters, Modesty & Pride        |
| 14. března 2015    | Plzeň                  | Šeříkovka                 | Booters, Modesty & Pride        |
| 20. března 2015    | Herálec                | Kulturní dům              | Booters, Modesty & Pride        |
| 21. března 2015    | Tábor                  | klub Milenium             | Booters, Modesty & Pride        |
| 28. března 2015    | Hostěradice            | Kulturní dům              | Gate Crasher, Modesty & Pride   |
| 3. dubna 2015      | Boskovice              | Sokolovna                 | Sagittari, Modesty & Pride      |
| 4. dubna 2015      | Kozlovice              | Kulturní dům              | Teralodon, Modesty & Pride      |
| 5. dubna 2015      | Břest                  | Kulturní dům              | Expo&Pension, Modesty & Pride   |
| 10. dubna 2015     | Prachatice             | Hotel Park                | Tlustá Berta, Modesty & Pride   |
| 11. dubna 2015     | Kolín                  | Městský společenský dům   | Booters, Modesty & Pride        |
| 17. dubna 2015     | Telč                   | Sokolovna                 | Booters, Modesty & Pride        |
| 18. dubna 2015     | Rakovník               | Kulturní centrum          | Booters, Modesty & Pride        |
| 22. dubna 2015     | Brno                   | Semilasso                 | Unholy Ones, Modesty & Pride    |
| 23. dubna 2015     | Olomouc                | S-klub                    | Unholy Ones, Modesty & Pride    |
| 24. dubna 2015     | Valašské Klobouky      | Kulturní dům Kloboučan    | Gate Crasher, Modesty & Pride   |
| 25. dubna 2015     | Katovice               | Kulturní dům              | Trautenberk, Modesty & Pride    |
| 2. května 2015     | Nýrsko                 | Kulturní dům              | Booters, Modesty & Pride        |
| 8. května 2015     | Draženov               | Kulturní dům              | Booters, Modesty & Pride        |
| 9. května 2015     | Kovářov                | Kulturní dům              | Booters, Modesty & Pride        |
| 11. května 2015    | Praha                  | Palác Akropolis           | Booters, Modesty & Pride        |
| Podzimní část      |                        |                           |                                 |
| 31. října 2015     | Děčín                  | Společenský dům Střelnice | Booters, Modesty & Pride        |
| 6. listopadu 2015  | Mikulovice             | Kulturní dům              | Booters, Modesty & Pride        |
| 7. listopadu 2015  | Studénka               | Dělnický dům              | Nevím, Booters, Modesty & Pride |
| 13. listopadu 2015 | Bezno                  | Kulturní dům              | Booters, Modesty & Pride        |
| 21. listopadu 2015 | Staňkov                | Lidový dům                | Komunál, Traktor                |
| 27. listopadu 2015 | Vysoké Mýto            | M-klub                    | Booters, Modesty & Pride        |
| 28. listopadu 2015 | Zábřeh                 | Kulturní dům              | Booters, Modesty & Pride        |
| 5. prosince 2015   | Náměšť nad Oslavou     | Sokolovna                 | Gate Crasher                    |
| 11. prosince 2015  | Verměřovice            | Kulturní dům              | Booters, Modesty & Pride        |
| 12. prosince 2015  | Dlažov                 | Bigbítová hospoda         | Booters, Modesty & Pride        |
| 18. prosince 2015  | Losiná                 | Kulturní dům              | Booters, Modesty & Pride        |
| 19. prosince 2015  | Dvůr Králové nad Labem | ZC Zálabí                 | Booters, Modesty & Pride        |